# Uta-garuta

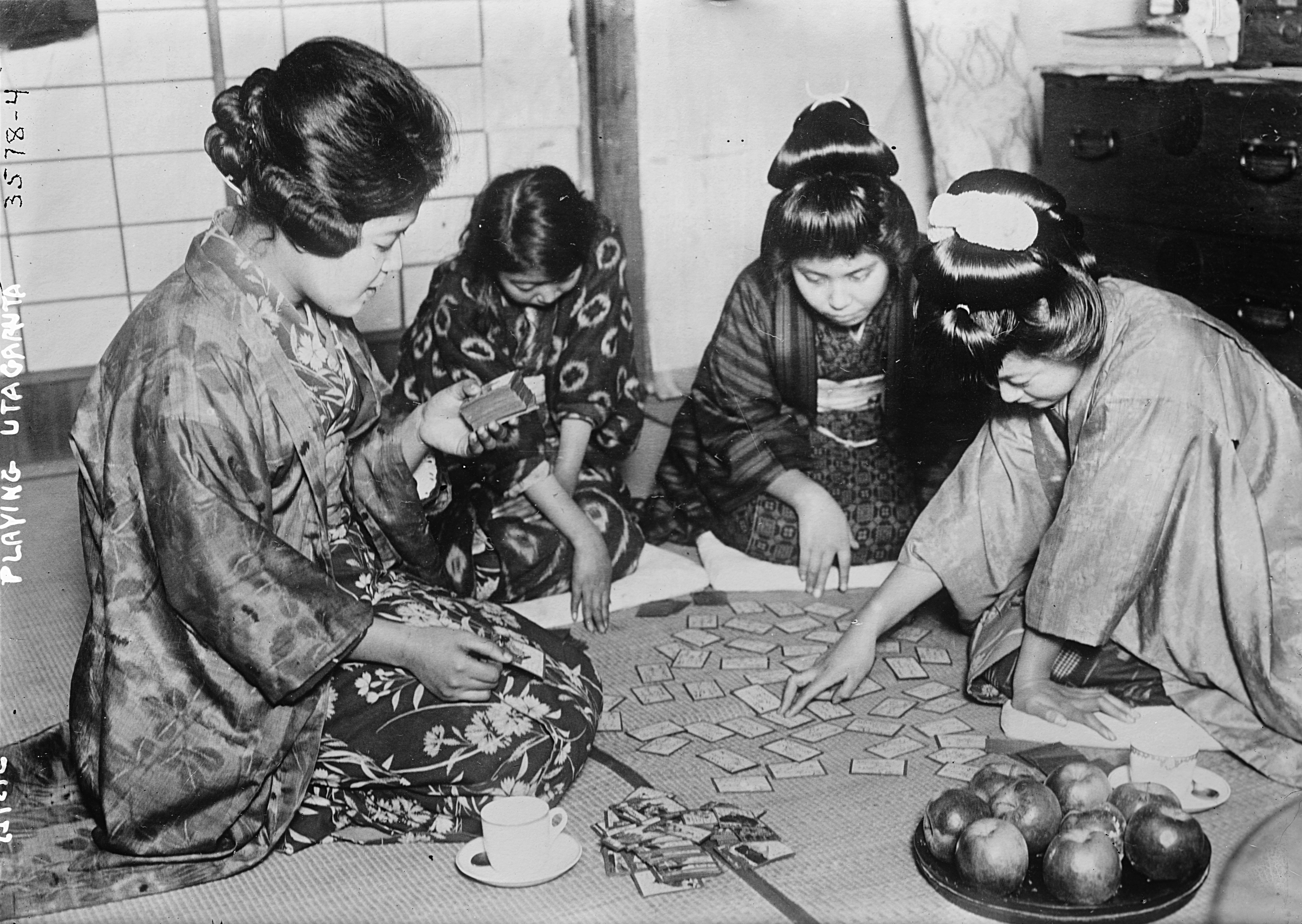
Phụ nữ trong trang phục truyền thống đang chơi bài Uta garuta

Uta-garuta (Nhật: 歌ガルタ (Ca karuta)) là một loại hình của karuta, một loại bài truyền thống của Nhật Bản. Uta-garuta cũng là tên của thể loại chơi bài mà chúng được sử dụng. Trò chơi này thường được chơi trong dịp Tết Nhật Bản. Trên mỗi thẻ sẽ viết một bài thơ waka. Bộ bài chuẩn sử dụng 100 bài thơ được lấy từ tuyển tập thơ cổ Ogura Hyakunin Isshu (百人一首 (Bách nhân nhất thủ)), được biên soạn bởi nhà thơ Fujiwara no Teika vào thời kì Heian. Có những quy tắc quốc tế đối với các trò chơi. Cấp độ bắt đầu ở mức thấp nhất, Cấp E, và dừng lại ở mức cao nhất, Cấp A. Chỉ có Cấp A đủ điều kiện để trở thành người ngâm thơ.

## Cách chơi

### Luật chơi cơ bản
Trò chơi sử dụng hai loại thẻ bài.
- Yomifuda (読札 (độc trát)?): Một trăm thẻ bài để đọc có hình ảnh một nhân vật, tên của nhân vật, và bài thơ trên mỗi thẻ.
- Torifuda (取り札 (thủ trát)?): Một trăm thẻ bài để lấy với nửa sau của bài thơ.

Lúc bắt đầu trò chơi, 100 thẻ torifuda được xếp ngửa đúng cách trên sàn. Khi người ngâm thơ bắt đầu đọc một bài thơ trên thẻ yomifuda, người chơi nhanh chóng tìm kiếm thẻ torifuda trên đó có ghi nửa sau của bài thơ tương ứng.

### Các thể loại chơi Uta-garuta

#### Chirashi-dori

Chirashi-dori

Một người ngâm thơ, ba người chơi trở lên:
1. Trộn đều các thẻ torifuda, và đặt chúng ra trên sàn nhà. Người chơi ngồi xung quanh thẻ.
2. Người ngâm thơ bắt đầu đọc thơ waka, và người chơi tìm ra thẻ torifuda tương ứng càng nhanh càng tốt. Người chơi có thể lấy thẻ ngay lập tức khi đã biết nửa sau của bài thơ.
3. Khi đã lấy được một thẻ torifuda, người ngâm thơ sẽ đọc tiếp thơ waka tiếp theo.
4. Khi tất cả thẻ bài đã được lấy, người lấy được nhiều thẻ nhất là người chiến thắng.

#### Genpei-gassen

Genpei-gassen

Một người ngâm thơ, hai người chơi ngồi đối diện nhau:
1. Chia người chơi thành hai nhóm. Một bên được gọi là Genji, và bên còn lại gọi là Heike.
2. Trộn đều các thẻ torifuda, và mỗi bên nhận 50 thẻ bài.
3. Hai bên Genji và Heike ngồi đối diện nhau. Xếp 50 thẻ thành ba hàng ra trước mặt của mỗi bên.
4. Cách để lấy thẻ torifuda cũng giống với luật chơi của Chirashi-dori.
5. Người chơi có thể lấy thẻ nằm ở cả hai bên.
6. Khi người chơi đã lấy thẻ nằm bên phía đối thủ, họ có thể đưa một thẻ sang bên phía đối thủ.
7. Nếu người chơi lấy sai thẻ, đối thủ có thể đưa một thẻ từ phía họ sang bên phía người chơi.
8. Bên nào lấy được tất cả thẻ torifuda bên phần của mình trước sẽ giành phần thắng.

Tỷ lệ chiến thắng tăng nếu người chơi biết trước đoạn thơ. Người chơi thậm chí có thể lấy thẻ ngay lập tức sau khi nghe người ngâm thơ đọc to chữ cái đầu tiên của thơ waka.
Người ngâm thơ cũng rất quan trọng, phải biết cách ngắt giữa từ và chỗ ngắt thơ thứ hai một cách chính xác.

#### Kyōgi karuta

Kyōgi karuta

Kyōgi karuta (競技かるた) là một trò chơi bài lá của Nhật Bản, sử dụng bộ uta-garuta để chơi karuta, theo thể thức và luật đấu của Hiệp hội Karuta Nhật Bản.

##### Luật chơi
Kyōgi karuta là trò chơi thể một-đối-một, do người ngâm thơ và trọng tài chủ trì. Tất cả trận đấu chính thức sử dụng thẻ được làm bởi Oishi Tengudo.
Mỗi người sẽ chọn ngẫu nhiên 25 lá từ 50 lá torifuda được lựa chọn ngẫu nhiên từ tổng cộng 100 lá, và đặt lá bài thành 3 hàng trong lãnh thổ của mình. Lãnh thổ của mỗi người chơi đặt trước mặt mình, 87 cm rộng và cách lãnh thổ của đối thủ 3 cm.  Người chơi có 15 phút để ghi nhớ tất cả các lá bài, và có 2 phút cuối để luyện tập tấn công lấy lá bài.
Trò chơi bắt đầu khi người ngâm thơ một bài thơ mở đầu không thuộc 100 bài thơ. Bài thơ mở đầu cho phép người chơi làm quen với giọng và nhịp đọc của người ngâm thơ. Sau đó, người ngâm thơ đọc một trong 100 lá yomifuda. 50 trong 100 lá yomifuda tương ứng với 50 lá torifuda có trên chiếu, 50 lá còn lại cũng được đọc nhưng không có trên chiếu, gọi là karafuda (lá bài ma).
Người chơi đầu tiên chạm vào lá torifuda tương ưng sẽ lấy được lá bài. Khi người chơi lấy được lá bài từ lãnh thổ của đối phương, người chơi có thể chuyển một trong số lá bài của mình cho đối thủ. Nếu cả hai người chơi chạm vào lá bài đúng cùng một lúc, thì lá bài đang nằm trên lãnh thổ của người nào thì lá bài ấy sẽ thuộc về người đó.
Nếu trận đấu kéo đến ván bàn vận mệnh (khi còn một lá bài trên mỗi lãnh thổ), cách hiệu quả nhất là bảo vệ lấy lá bài thuộc lãnh thổ của mình.
Người chơi nào hết lá bài trên lãnh thổ của mình trước sẽ giành lấy phần thắng.
Lỗi đơn
- Chạm sai vào lá bài trong cùng lãnh thổ với lá bài đúng sẽ không tính lỗi.[4]  Vì thế, người chơi có thể quét những lá nằm xung quanh lá bài đúng.
- Chạm sai vào lá bài nằm sai lãnh thổ sẽ tính lỗi. Đối thủ có thể chuyển một lá bài từ lãnh thổ của họ sang lãnh thổ của người chạm sai.
- Khi người chơi chạm vào bất kỳ lá bài nào mà lá bài được đọc là lá bài ma cũng sẽ tính một lỗi.

Lỗi đôi
- Nếu người chơi chạm sai lá bài nằm trong lãnh thổ của đối thủ trong khi đối phương chạm đúng lá bài nằm bên lãnh thổ người chạm sai, đó gọi là lỗi đôi và bị tính 2 lần lỗi.
- Khi người chơi chạm vào bất kỳ thẻ nằm ở cả hai vùng lãnh thổ khi lá bài ma được đọc, họ cũng phải chịu tính 2 lần lỗi.

Thứ tự của các lá bài trong lãnh thổ của người chơi có thể sắp xếp tùy ý bất cứ lúc nào trong trò chơi. Tuy nhiên, sắp xếp quá nhiều lần thể hiện tính cách không thượng võ của người chơi.